# Блідий лучний метелик
Блідий лучний метелик (Sitochroa palealis) — метелик з родини вогнівок-травянок. Поширена в Європі.
Крило в розмаху 26-34 мм, білі, передні — з сріблясто-зеленуватим відтінком і темною крайової жилкою. Зеленуваті або червонуваті гусениці мають яскраві чорні бородавки на тілі.
У рік утворює два покоління. Метелики літають з травня по вересень. Активні вдень. Гусениці живляться квітками та насінням дикої моркви (Daucus carota), смовді (Peucedanum), жабриці однорічної (Seseli annuum) та борщівника (Heracleum).